# Amtsgericht Nordenham
Das Amtsgericht Nordenham, Bahnhofstraße 56, ist ein Gericht der ordentlichen Gerichtsbarkeit und eines von elf Amtsgerichten im Bezirk des Landgerichts Oldenburg.
Sitz des Gerichts ist Nordenham im Landkreis Wesermarsch in Niedersachsen, der Gerichtsbezirk umfasst den nördlichen Teil des Landkreises Wesermarsch mit der Stadt Nordenham und den Gemeinden Butjadingen und Stadland. Dem Amtsgericht Nordenham übergeordnet ist das Landgericht Oldenburg, zuständiges Oberlandesgericht ist das Oberlandesgericht Oldenburg.

## Gebäude

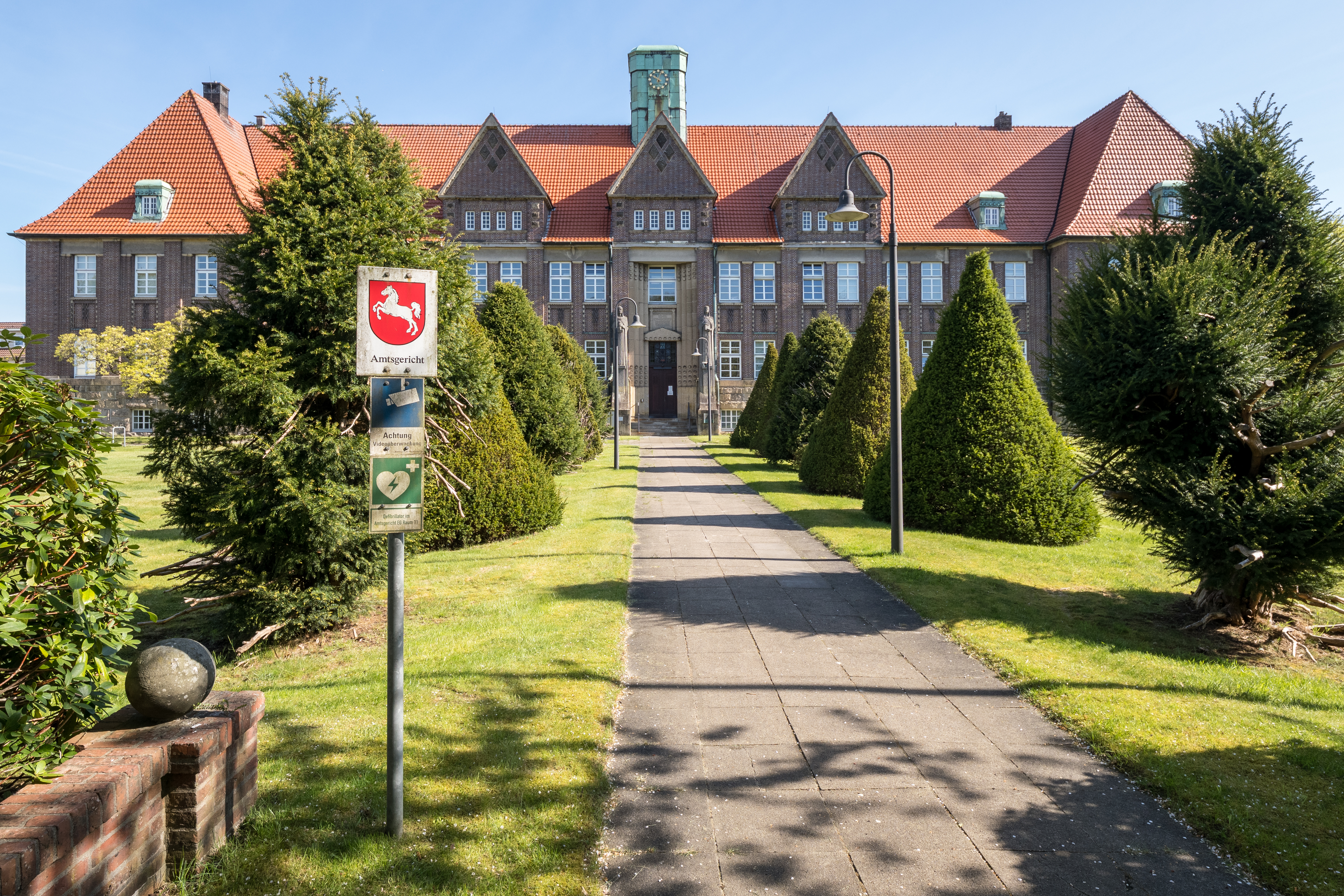
Amtsgericht Nordenham

Das zweigeschossige verklinkerte L-förmige Eckgebäude auf einem Sockel mit Bossensteinen verkleidet, mit Sattel- und Walmdächern mit in Kupferblech verkleideten Gauben, den drei markanten mittleren dreigeschossigen Giebelrisaliten, dem quadratischen Dachreiter mit Uhren und Kupferblechverkleidung, den beiden den Eingang flankierenden Figuren als Justitia sowie der vertikalen pilasterartigen Gliederung in Klinker zwischen den viereckigen Fenstern (einige bleiverglast und bunt) und den gestalteten Brüstungsfeldern zwischen EG und OG wurde 1911/13 nach Plänen von Adolf Rauchheld (Oldenburg) mit Jugendstilelementen gebaut.
Die denkmalgeschützte Gartenanlage mit der Eibenallee gehörte zur baulichen Gesamtkonzeption.
Das Gebäude und die Gartenanlage stehen unter Denkmalschutz (siehe auch Liste der Baudenkmale in Nordenham).
Das ehemalige, heute denkmalgeschützte Richterwohnhaus Bahnhofstraße 54 wird auch vom Amtsgericht genutzt.